# Prečín
Prečín (allemand : Pritschen, hongrois : Soltészperecsény) est un village de Slovaquie situé dans la région de Trenčín.

## Histoire
La première mention écrite du village date de 1385.

## Démographie

### Évolution de la population
| Année:               | 1994. | 2004.    | 2014.   | 2024.   |
| -------------------- | ----- | -------- | ------- | ------- |
| Nombre de personnes: | 1261  | 1393     | 1440    | 1561    |
| Différence:          |       | +10,46 % | +3,37 % | +8,40 % |

| Année:               | 2023. | 2024.   |
| -------------------- | ----- | ------- |
| Nombre de personnes: | 1555  | 1561    |
| Différence:          |       | +0,38 % |